# Взяття Переяслава
Взяття Переяслава — це одна з перших битв під час Повстання Павлюка.

## Перебіг подій
1637 року з Крилова Павлюк послав загін з 1000-3000 козаків піднімати повстання на Переяславщині під проводом полковників Карпо Скидана і Семена Биховця. Незабаром козаки підійшли до Переяслава з ультиматумом Саві Кононовичу, що в нього є вибір перейти на сторону повсталих або померти. Сава Кононович вибрав боротися за місто, але реєстрові козаки під покровом ночі здали його і інших старшин козакам. В Боровиці старшин включаючи Кононовича засудили до страти.